# Несахрањени мртваци
„Несахрањени мртваци” је југословенски ТВ филм из 1972. године. Режирао га је Едуард Галић а сценарио је написао Живојин Павловић по делу „Morts sans sépulture” Жан Пол Сартра из 1946. године.

## Улоге
| Глумац                | Улога |
| --------------------- | ----- |
| Александар Берчек     |       |
| Милутин Бутковић      |       |
| Драгомир Чумић        |       |
| Ђурђија Цветић        |       |
| Михаило Миша Јанкетић |       |
| Ђорђе Јелисић         |       |
| Раде Марковић         |       |